# コント55号のなんでそうなるの?
『コント55号のなんでそうなるの?』（コントごじゅうごごうのなんでそうなるの）は、日本テレビ系列局ほかで放送されていた日本テレビ製作のお笑い番組である。製作局の日本テレビでは1973年4月6日から同年9月28日（第1期）、1974年4月5日から1975年3月28日（第2期）、1975年10月3日から1976年3月26日（第3期）まで、毎週金曜 19:30 - 20:00 （日本標準時）に放送。コント55号の冠番組。

## 概要
毎週コント55号によるコントを、コンビ誕生の地である浅草松竹演芸場での公開収録で放送。シンプルな内容だったが、それが人気を博しコント55号を代表する番組の1つとなった。
「女子供に迎合しない、男の笑い声がする番組を作りたい」との2人の考えから、公開収録の際には幕間にストリップショーを行い（番組では当然その部分はカットされている）、会場に女性や子供が来場しにくい雰囲気を意図的に作り出していたという。技術面では「（55号は）膝とか足とかを使っているから、アップで撮られても面白くない」「二郎さんと僕のどっちかがおかしいんじゃなくて、両方の真ん中がおかしいのに、テレビで撮られたことがない」という萩本の意見から、舞台正面のカメラを通常の1台から2台に増やし、バストサイズと舞台全景を同時に撮影していた。第1期では、コントの合間にゲストとゴールデンハーフによるショーも行っていた。コント55号が出演した『巨泉・前武ゲバゲバ90分!』と同じく、「なんでそーなるの!?」のアイキャッチが特徴的だった。
この番組はスポンサーの関係上、日本テレビ系列局のない地域でもTBS系列局で『太陽にほえろ!』とのセットという形で同時ネットされていた。逆に、日本テレビ系列局を擁していてもクロスネットの関係で遅れネットとなる地域もあった。
番組の終了後、萩本と坂上はそれぞれピン（単独）での活動へ移行したが、後の1990年1月4日12:00 - 13:55（JST）に番組の傑作選『懐かしの秘蔵VTR "コント55号のなんでそうなるの!?"』が放送された。また、番組を収録したVHSビデオも発売され、これらがコント55号再結成のきっかけとなった。結成40周年を目前に控えた2005年10月にはDVD-BOXが発売された。

## スタッフ
- 作：松原敏春、岩城未知男、喰始、詩村博志、永井準、浦沢義雄、水谷龍二、大岩賞介
- アニメーション：木下蓮三
- 制作協力：浅井企画
- プロデューサー：草野公
- 演出：齋藤太朗
- 制作著作：日本テレビ

## 放送局
★印は、金曜 19:30 - 20:00に放送
- ★日本テレビ（製作局）
- ★札幌テレビ[7]
- ★青森放送[8]
- ★テレビ岩手[8]
- ★秋田放送[8]
- ★山形放送[8]
- ★宮城テレビ[8]
- ★福島中央テレビ[8]
- 新潟総合テレビ
- ★北日本放送[9]
- 北陸放送[10]
- ★福井放送[9]
- ★山梨放送
- 信越放送
- 静岡放送
- 中京テレビ（日曜 18:30 - 19:00）[11]
- ★よみうりテレビ
- ★日本海テレビ
- 広島テレビ（月曜19:00 - 19:30）[12]
- ★山口放送
- ★四国放送
- ★西日本放送
- ★南海放送
- ★高知放送
- ★福岡放送
- 長崎放送
- 熊本放送
- ★テレビ大分
- 宮崎放送
- 南日本放送
- 沖縄テレビ